# Книга путей и стран (аль-Истахри)
«Книга путей и стран» (араб. كتاب المسالك والممالك‎ — «Китаб аль-масалик ва-ль-мамалик») — историко-географическое произведение арабского географа Абу Исхака аль-Истахри. Первая редакция, созданная в 930—933 годах, не сохранилась. Существующие списки представляют редакцию, составленную ок. 950 года.
Книга состоит из 21 карты и пояснительной текстовой части. Приводятся сведения об Аравии, Персидском заливе, Магрибе, Египте, Сирии, Ираке, Индии, Иране, Хазарском (Каспийском) море, Армении, Азербайджане, Хорасане и Мавераннахре. Указаны границы этих государств и регионов, названия городов, расстояние между ними, пути сообщения и т. д. Автор приводит ценные сведения о населявших территорию современного Казахстана карлуках, огузах, кимаках, называет Испиджаб самым крупным регионом Туркестана и Семиречья. Дано описание городов: Тараз, Атлах, Шелти, Кедер, Сауран, Фараб. Имеются сведения о Туркестанском крае, о хазарах и кыргызах.